# Rötelspecht
Der Rötelspecht (Micropternus brachyurus, Syn.: Celeus brachyurus) ist eine Vogelart aus der Familie der Spechte (Picidae). Die Gattung Micropternus ist monotypisch mit dem Rötelspecht als einziger Art. Dieser recht kleine und insgesamt überwiegend rotbraune bis dunkel kastanienbraune Specht besiedelt große Teile Süd- und Südostasiens. Die Art bewohnt offenere Waldbereiche im Urwald, Sekundärwald, Waldkanten, Gebüsch und Bambus, aber auch Plantagen, Palmenhaine und Gärten. Die in praktisch allen Strata des Waldes gesuchte Nahrung besteht vor allem aus Ameisen und deren Brut, aber auch aus Termiten und anderen Insekten, Früchten, Nektar und Baumsäften.
Rötelspechte sind wegen ihrer ganz außergewöhnlichen Brutbiologie bekannt. Die Nesthöhlen werden häufig in den Kartonnestern baumbewohnender, sehr wehrhafter Ameisen vor allem der Gattung Crematogaster angelegt. Die Ameisen bewohnen dann die Nesthöhle, auch während der Brut und der Jungenaufzucht der Spechte.
Die Art gilt in weiten Teilen ihres großen Verbreitungsgebietes als wenig häufig und nur lokal als häufiger, der Bestand ist offenbar abnehmend. Der Rötelspecht wird von der IUCN aber noch als ungefährdet („least concern“) eingestuft.

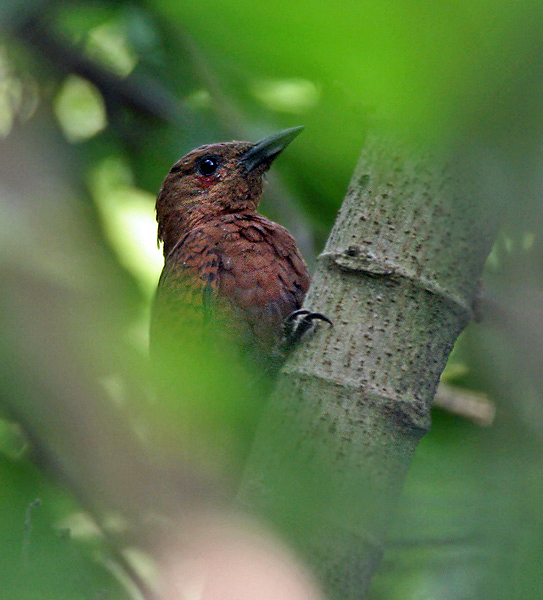
Rötelspecht der Unterart Micropternus b. phaioceps in Kalkutta

## Beschreibung
Rötelspechte sind recht kleine Spechte mit einem kurzen, am First leicht nach unten gebogenen und an der Basis relativ schmalen Schnabel. Die Körperlänge beträgt etwa 25 cm, das Gewicht bei großer Variation je nach Unterart 55–114 g. Sie sind damit etwas größer und schwerer als ein Buntspecht. Die Art zeigt hinsichtlich der Färbung einen geringen Geschlechtsdimorphismus.
Die Färbung ist insgesamt sehr variabel und unterliegt in dem großen Verbreitungsgebiet erheblicher geografischer Variation. Beim Männchen variieren Rücken und Bürzel von rotbraun oder kastanienbraun meist mit schwarzer Bänderung bis zu schiefergrau oder schwärzlich mit schmaler rotbrauner Bänderung. Die Oberschwanzdecken sind rotbraun und schwarz gebändert.
Die Oberflügeldecken und die Oberseite der Schwingen sind ebenfalls rotbraun und schwarz gebändert, bei Individuen mit gebänderter Rumpfoberseite ist die Bänderung der Oberflügeldecken und der Armschwingen jedoch oft undeutlich. Die Oberseite der Steuerfedern weist auf rotbraunem oder kastanienbraunem Grund schmale oder breite schwarze Binden auf.
Die Unterseite des Rumpfes ist von der Kehle abwärts rotbraun bis dunkel oder schwärzlich kastanienbraun. Unterer Bauch und Flanken zeigen auf diesem Grund schwärzliche Binden, die aber auch undeutlich ausgeprägt sein oder fehlen können. Die Oberschwanzdecken sind rotbraun und schwarz gebändert. Die Unterflügel und der Unterschwanz sind rotbraun oder zimtbraun mit schwarzer Bänderung.
Der Oberkopf und die kurze Haube sind beige, schiefergrau oder schwärzlich und auf diesem Grund ungezeichnet oder in variabler Stärke dunkel gestrichelt. Schnabelbasis, Kopfseiten und Hals sind insgesamt einfarbig beige bis kastanienbraun, ein durch rote Federspitzen entstehendes unregelmäßiges und wenig auffallendes rotes Feld befindet sich unterhalb des Auges und auf den vorderen Ohrdecken. Die Kehle ist beige bis hellbraun mit variabel großen dunklen Stricheln, gelegentlich sind die Federn rotbraun überhaucht.
Der Oberschnabel ist schwarz oder dunkelbraun, der Unterschnabel heller und mehr grau mit gelegentlich weißlicher Spitze. Beine und Zehen sind bräunlich bis blaugrau oder bläulich grün. Die Iris ist rötlich bis braun, der Augenring grau.
Weibchen fehlen die roten Partien an den Kopfseiten, diese Bereiche sind wie die übrigen Kopfseiten einfarbig beige bis kastanienbraun.

## Lautäußerungen
Rötelspechte sind insgesamt akustisch sehr präsent. Einzelvögel äußern kurze, weniger als eine Sekunde dauernde Serien nasaler Rufe wie „kiink, kiink, kiink“. Bei Begegnungen von Artgenossen werden vier- bis fünfmal wiederholte Rufe wie „kwiiik“ und variable Rufe wie „whii-tschi, wi-tschiih“ geäußert. Eine lange, leicht abfallende und wieder aufsteigende Reihe von bis zu 16 Lauten wird zum Teil mehrfach wiederholt und dient wahrscheinlich als Reviergesang und zur Stärkung der Paarbindung. Beide Geschlechter trommeln häufig. Die sehr charakteristischen Trommelwirbel dauern 1,5 bis 5 Sekunden, werden zum Ende hin langsamer und kommen dann ähnlich wie ein absterbender Motorradmotor zu einem stotternden Halt; der Klang ist etwa wie „bddddd-d-d--d----dt“. Die Trommelwirbel werden im Abstand von zwei bis drei Minuten wiederholt.

## Verbreitung und Lebensraum
Diese Spechtart besiedelt große Teile Süd- und Südostasiens. Das auf dem indischen Subkontinent lückenhafte Verbreitungsgebiet reicht in West-Ost-Richtung von der Westküste Indiens bis Süd- und Südostchina einschließlich der Provinz Hainan, in Nord-Süd-Richtung von den südlichen Hängen des Himalaya in der nordindischen Region Kumaon und im westlichen Nepal bis Sri Lanka, Java und den Süden Borneos. Die Größe des Gesamtverbreitungsgebietes ist nicht genau bekannt.
Rötelspechte bewohnen offenere Waldbereiche im Urwald, Sekundärwald, Waldkanten, Gebüsch und Bambus, aber auch Plantagen, Palmenhaine und Gärten. Die Tiere kommen von den Niederungen bis in das Hügel- und Bergland vor; auf Sri Lanka bis in 610 m Höhe, bis in 1530 m in Nepal, bis in 920 m auf dem südostasiatischen Festland und bis in 1740 m Höhe auf Borneo.

## Systematik
Die systematische Zuordnung des Rötelspechts war lange umstritten. Bis 1982 wurde die Art in der monotypischen Gattung Micropternus geführt. L. L. Short stellte sie 1982 in die bis dahin ausschließlich neotropische, äußerlich ähnliche Gattung Celeus; diese Zuordnung wurde unter anderem auch von Winkler u. a. beibehalten. Nach einer molekulargenetischen Untersuchung mehrerer Abschnitte der DNA ist der Rötelspecht jedoch nicht näher mit den Arten der Gattung Celeus verwandt. Schwestertaxon des Rötelspechts ist nach dieser Untersuchung der Braunbürzelspecht (Meiglyptes tristis), die beiden anderen Arten der süd- und südostasiatischen Gattung Meiglyptes wurden nicht in die Studie einbezogen. Die Autoren der Studie schlugen daher vor, die Art wieder in die monotypische Gattung Micropternus zurück zu transferieren, diesem Vorschlag folgen bereits Gill & Donsker.
Aus dem großen Verbreitungsgebiet wurden zahlreiche Unterarten beschrieben, deren Abgrenzung jedoch aufgrund der großen individuellen Variabilität der Art schwierig ist. Winkler u. a. erkennen 9 Unterarten an, die hier entsprechend ihrer Verbreitung etwa von West nach Ost aufgelistet sind:
- Micropternus brachyurus humei Kloss, 1918 – Nordwesten Indiens, vielleicht auch noch im Westen Nepals. Groß und hell, Kopf gräulich, Kehle gestrichelt.
- Micropternus b. jerdonii (Malherbe 1849) – Bombay und Südwesten Indiens, Sri Lanka. Kleiner und dunkler mit mehr rotbraun als vorige Unterart, Kehle geschuppt.
- Micropternus b. phaioceps (Blyth 1845) – Von Nordindien und dem mittleren Nepal nach Osten bis Myanmar und Thailand. Groß und ziemlich dunkel rotbraun, Kopf bräunlich.
- Micropternus b. squamigularis (Sundevall 1866) – Von der südlichen Halbinsel Thailands nach Süden bis Sumatra einschließlich Bangka, Belitung und Nias. Recht klein und heller als die nördlicheren Unterarten. Der Bauch ist deutlich gebändert, wobei diese Bänderung bei Tieren auf Sumatra weniger ausgeprägt ist.
- Micropternus b. brachyurus (Vieillot 1818) – Java. Ähnlich voriger Unterart, aber Bauch weniger intensiv gebändert und etwas längerer Schwanz.
- Micropternus b. badiosus (Bonaparte 1850) – Borneo und nördliche Natuna-Inseln. Langschnäbeliger als Micropternus b. squamigularis und Micropternus b. brachyurus. Sehr dunkler, schwarzer Schwanz mit schmaler rotbrauner Bänderung, die Oberseite ist weniger stark gebändert, auf dem Bauch ist die Bänderung nur schwach ausgeprägt oder fehlt. Die Federn der Kehle sind an der Basis schwarz und haben kastanienbraune Spitzen und beigebraune Säume, die Kehle wirkt daher geschuppt.
- Micropternus b. fokiensis (Swinhoe 1863) – Südchina und Norden Vietnams. Unterseite rauchschwarz mit grauem Hauch auf der Brust, Kehle breit schwarz und hell gestrichelt.
- Micropternus b. holroydi Swinhoe 1870 – Insel Hainan. Viel kleiner als vorige Unterart, sehr dunkel. Die Unterseite ist mehr kastanienbraun und weniger grau, die Kehle ist braun und nicht schwarz gestrichelt. Der Oberkopf ist schwach gestrichelt.
- Micropternus b. annamensis (Delacour & Jabouille 1924) – Laos, Kambodscha und Nordvietnam. Etwas kleiner als Micropternus b. fokiensis, aber sonst sehr ähnlich; sehr dunkel.

## Lebensweise und Ernährung
Rötelspechte sind häufig in Paaren und dann in der Nähe von Nestern baumbewohnender Ameisen anzutreffen. Sie sind fast immer in Bewegung und halten sich meist nur kurze Zeit an einer bestimmten Stelle auf. Der Flug ist spechttypisch wellenförmig mit tiefen „Tälern“.
Die Nahrungssuche erfolgt in praktisch allen Strata des Waldes von der Krone hoher Bäume bis zum Boden, gelegentlich auch zusammen mit gemischten Vogeltrupps. Die Tiere suchen an Lianen, Baumstämmen, Ästen und Zweigen und auch an Bambus nach Nahrung, ebenso auf dem Boden an kleinen Termitenbauten, Ameisenhaufen oder liegendem Totholz. Nahrungsobjekte werden vor allem durch Ablesen und Stochern erlangt, Rötelspechte hacken nur selten und dann wenig kraftvoll und kaum hörbar. Hauptnahrung sind Ameisen und ihre Brut, vor allem Arten der Gattung Crematogaster, aber auch der Gattungen Pheidole und Oecophylla. Daneben werden auch Termiten und andere Insekten sowie gelegentlich Früchte, Nektar und Baumsäfte aufgenommen. Zum Fressen baumbewohnender Ameisen hacken Rötelspechte Löcher in deren Nester und lesen die ausschwärmenden Ameisen ab, auch von den eigenen Füßen und dem Gefieder.

## Fortpflanzung
Die Brutzeit erstreckt sich in Sri Lanka und Südindien von Februar bis Juni; in Nepal, Sikkim und Myanmar von April bis Juni, in Thailand und Malaysia von Januar bis April und in Java von April bis September. Rötelspechte sind wegen ihrer ganz außergewöhnlichen Brutbiologie bekannt. Die Nesthöhlen werden häufig in den fußballgroßen Kartonnestern baumbewohnender, sehr wehrhafter Ameisen vor allem der Gattung Crematogaster angelegt; diese Nester befinden sich hoch an Baumstämmen oder niedriger um die Ast- oder Stammgabel eines Jungbaumes. Beide Geschlechter beteiligen sich am Bau. Die Ameisen bewohnen dann die Nesthöhle, auch während der Brut und der Jungenaufzucht der Spechte. Wie die Spechte dabei sich und ihre Brut vor den Ameisen schützen, ist bisher unbekannt. Winkler u. a. halten es für möglich, dass die Spechte bei ihren Besuchen den Geruch der Ameisen annehmen und dann nicht mehr attackiert werden. Rötelspechte nutzen in derselben Weise auch Nester anderer Ameisenarten zur Höhlenanlage, z. B. von Arten der Gattung Plagiolepis; auch Höhlenanlagen in Bäumen und Baumstümpfen kommen vor.
Das Gelege besteht meist aus zwei bis drei, maximal bis zu 7 Eiern, die Gelegegröße nimmt innerhalb des Verbreitungsgebietes von Süden nach Norden zu. Die Eier sind durchscheinend und werden mit fortschreitender Brutzeit nicht selten fleckig. Beide Geschlechter brüten, die Bebrütungszeit beträgt 12 bis 14 Tage. Die Nestlinge werden von beiden Eltern mit hervorgewürgter Nahrung versorgt.

## Bestand und Gefährdung
Angaben zur Bestandsgröße gibt es nicht. Die Art gilt in weiten Teilen ihres großen Verbreitungsgebietes als wenig häufig und nur lokal als häufiger, der Bestand ist offenbar abnehmend. Der Rötelspecht wird von der IUCN aber noch als ungefährdet („least concern“) eingestuft.